# Pieter Scharroo

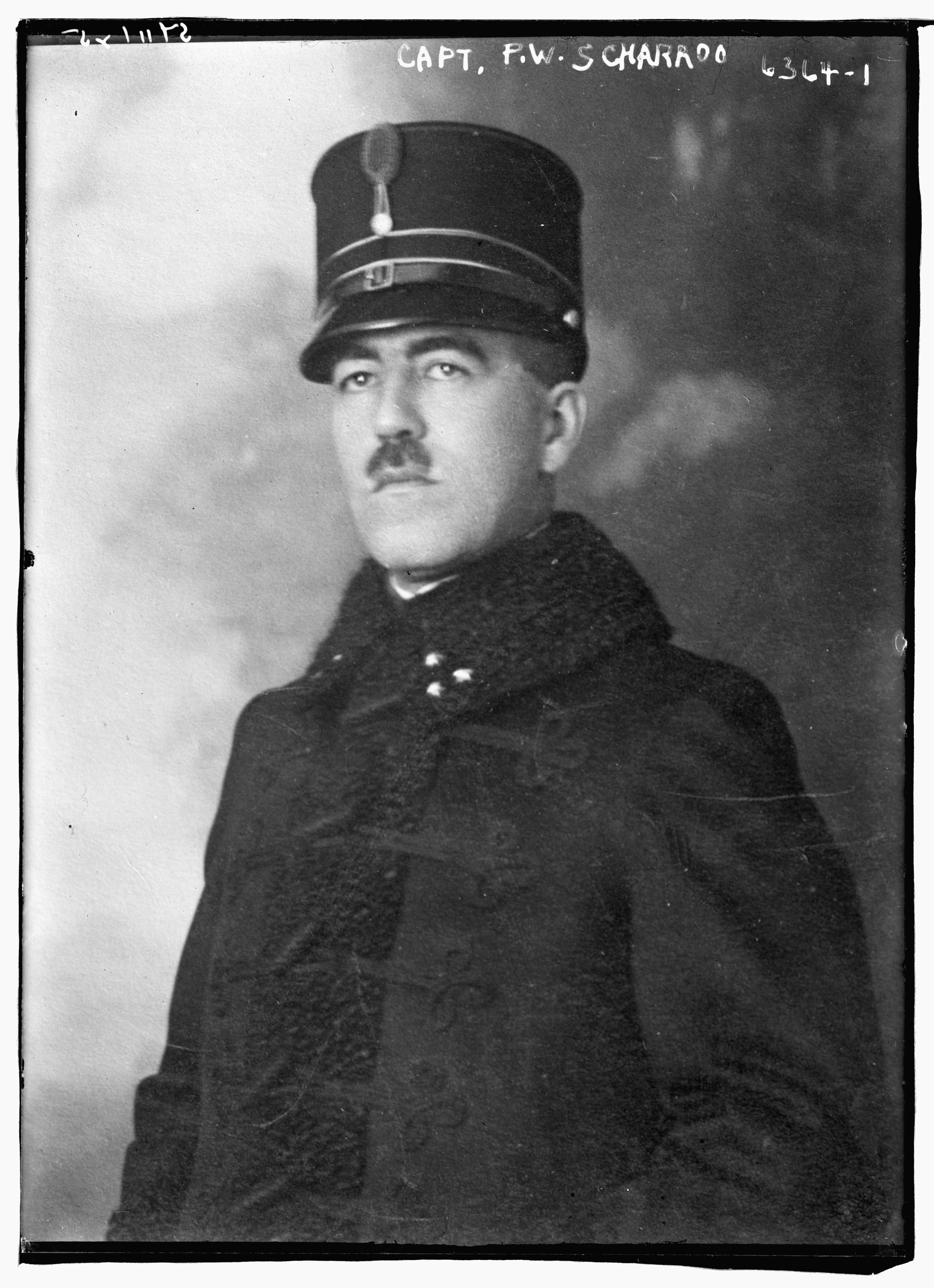
Pieter Scharroo, 1900

Pieter Wilhelmus Scharroo (* 16. September 1883 in Den Haag; † 19. August 1963 ebenda) war niederländischer Oberbefehlshaber in der Schlacht von Rotterdam nach dem deutschen Einmarsch ab dem 10. Mai 1940. Während er am 14. Mai über die Übergabe der Stadt verhandelte, fand der Rotterdam Blitz statt.

## Leben
Nach einem Studium an der Koninklijke Militaire Academie (KMA) in Breda war er von 1904 bis 1940 Offizier der Pioniertruppen und Lehrer für Wasserbau an der KMA. Seine Karriere führte ihn auch nach Niederländisch-Indien (KNIL). Er war am Bau des Olympiastadions und der Organisation der Olympischen Sommerspiele 1928 in Amsterdam beteiligt und langjähriges Mitglied des IOC.
Nach seiner Pensionierung war er als selbstständiger Berater für Bau- und Wasserbaufragen tätig. Sein Grab befindet sich auf dem niederländischen Friedhof Oud Eik en Duinen in Den Haag.

## Veröffentlichungen
- De slag aan de Ijser en bij Yperen in den Herbst van 1914 – Schwink, Otto. – Leiden : Sijthoff, [1918]
- De afsluiting en gedeeltelijke droogmaking van de Zuiderzee in haar beteekenis voor de landsverdediging; in: Orgaan der Vereeniging ter beoefening van de Krijgswetenschap. – (1917–1918) VI. – p. 453–5387
- Gebäude und Gelände für Gymnastik, Spiel und Sport – Berlin : O. Baumgärtel, 1925